# Renaud Mayeur
 (mai 2014).
Si vous disposez d'ouvrages ou d'articles de référence ou si vous connaissez des sites web de qualité traitant du thème abordé ici, merci de compléter l'article en donnant les références utiles à sa vérifiabilité et en les liant à la section « Notes et références ».
Renaud Mayeur (né à Mons en 1971) est un compositeur et musicien multi-instrumentiste (guitariste, bassiste, batteur) de rock belge, influencé par le blues, le rock, l'americana et la soul. Il écrit également des musiques originales pour le cinéma.

## Biographie
Renaud Mayeur, dès l'âge de dix ans, étudie la batterie, les percussions et le solfège.
Fin des années 1980, il apprend la guitare et la basse en autodidacte et arrête ses études pour se consacrer à la musique.
Après avoir fait ses armes dans plusieurs groupes de rock locaux  Il rejoint le groupe garage La Muerte en 1996 comme guitariste et compositeur.
À la suite de la dissolution de La Muerte, il fonde Hulk en 1999, un power rock trio aux côtés de Michel Degreef et Mathieu Dumont. Le groupe sortira quatre albums dont le deuxième cowboy coffee and burned knives jouira d'un certain succès commercial et d'un réel succès d'estime. Enregistré en Californie au Rancho de la Luna (haut lieu du stoner rock où furent notamment enregistrées les Desert Sessions initiées par Josh Homme) et produit par David Catching, cowboy coffee and burned knives bénéficiera de collaborations prestigieuses telles que Chris Goss, Jesse Hughes et Brant Bjork.
Hulk se sépare en 2007.
Renaud Mayeur remplacera en 2008, Paul Van Bruystegem (nl), alors en proie à des problèmes de santé, au sein du trio anversois Triggerfinger, en tant que bassiste pour la tournée de l'album What Grabs Ya? (en).
À la fin de 2008, sur la demande de Bouli Lanners, Renaud Mayeur compose et enregistre la musique originale d'Eldorado, grâce à ce succès international, il fait ses premiers pas en tant que compositeur pour le cinéma.
En 2009, Renaud Mayeur compose la musique originale de Dans tes bras de Hubert Gillet, drame où Michèle Laroque tient le premier rôle.
En 2012, il enchaîne la composition de la musique originale de Torpedo de Matthieu Donck, comédie burlesque avec François Damiens et Audrey Lana[réf. nécessaire], ainsi que celle de Mobile Home de François Pirot, film pour lequel il obtiendra ainsi que François Petit, Coyote et  Michaël De Zanet le Magritte du cinéma de la meilleure musique originale édition 2013.
Parallèlement il compose et enregistre Black Soul, premier album de Dario Mars and the Guillotines qui sort en 2013 sur le label allemand Ván Records, album considéré lors de sa sortie comme un hommage aux B.O de Quentin Tarantino, Ennio Morricone et au rock garage des années soixante.
Le groupe défendra cet album au cours des années 2014 et 2015 enchaînant les concerts dans le Benelux et en Allemagne, partageant l'affiche avec des groupes comme Tito and Tarantula, Reverend Horton Heat, Earthless ou encore Pentagram.
En 2015, il compose le générique de Ses souffles, court métrage de Just Philippot.
En 2016, il travaille à l'écriture et composition de The Last soap bubble crash, deuxième opus de Dario Mars and the Guillotines qui verra le jour en mars 2017
Il compose en effet une partie de la musique originale de Doubleplusungood de Marco Laguna, la musique originale de Vierges de Keren ben Rafael Ainsi que la bande son de Duelles d'Olivier Masset-Depasse aux côtés de Frédéric Vercheval.

## Filmographie
- 2008 : Eldorado de Bouli Lanners.
- 2009 : Dans tes bras de Hubert Gillet.
- 2011 : Les Géants de Bouli Lanners.
- 2012 : Torpedo de Matthieu Donck.
- 2012 : Mobile Home de François Pirot.
- 2015 : Ses Souffles de Just Philippot.
- 2018 : Doubleplusungood de Marco Laguna.
- 2018 : Vierges de Keren ben Rafael.
- 2018 : Duelles d'Olivier Masset-Depasse.

## Discographie
- 1992 : Knife Clatter, Burn It, Sing Mary
- 1995 : Knife Clatter, Babylon, Shark records
- 2001 : La Muerte, Black God 2000, urgences disk records
- 2003 : Hulk : Party time, suburban)
- 2005 : Hulk : Cowboy Coffee and Burned Knives, Suburban
- 2008 : Les Anges : A Deep Grave as a Shelter, (bang!
- 2009 : Hulk : Bad News from Lago], auto prod
- 2013 : Dario Mars and the Guillotines, Black Soul, Ván Records[10]
- 2017: Dario Mars and the Guillotines, The last soap bubble crash, Ván Records
- 2019 : Dario Mars, Flesh, Gran Via